# وادي شعيب (موقع أثري)
وادي شعيب أحدُ المواقعٍ الأثريّة الّتي تقع في مُحافظة البلقاء في المملكة الأردنيّة الهاشميّة، سُمّي بهذا الاسم لِوجود ضريحِ النّبي شُعيب فيه، ويتضمّن الوادي العديد من الآثار القديمة، منها ما هو إسلاميّ كالمساجد، ومنها البيزنطيّ كالمقابر.

## منطقة وادي شعيب
تتميّز منطقة وادي شُعيب بجمال طبيعتها الخلّابة، إذ يتجلّى هذا الجمال في وجود مياهٍ جاريةٍ ومساحاتٍ خضراء واسعةٍ، يزخرُ فيها أشجار متعدّدة منها الليمون والزيتون والرمان والكينا والدفلى والتين والبرتقال والقصيب والورد، وتُعدّ المنطقة محطةً هامّةً على الطريق الرّئيسيّ الذي يصل بين عمّان والقدس، وذلك عبر مرورها بمناطق ماحص وغور الأردن. وحتّى اليوم، يظلّ هذا الطّريق موجودًا ويُمثّل ممرًّا حيويًا يُسهم بشكلٍ كبيرٍ في اقتصاد المِنطقة.
تحتوي منطقة وادي شعيب على مجموعةٍ متنوعةٍ من الأعشاب، من بينها البابونج والزّعتر البلديّ والميرميّة والنعناع بأصنافه المُتعدّدة، وتُستخدم هذه الأعشاب عادةً كمُهدّئة للآلام، بالإضافة إلى ذلك، يوجدُ نوعًا آخرًا من الأعشاب يُعرفُ بالخوخ، والذي يُستخدم بشكلٍ رئيسيٍ من قِبلِ السيدات الكبيرات في السّن لتحضيرِ مجموعةٍ متنوعةٍ من العلاجات الطّبيعيّة.
تعد تضاريس منطقة وادي شعيب مُتنوّعة بشكلٍ كبيرٍ، إذ يتغيّر الطّقس فيها بشكلٍ ملحوظٍ، فهي منطقة شفا غوريّة، يكون الطقس دافئًا في فصل الشتاء وحارًا ورطبًا في فصل الصيف، وهذه الظّروف المناخيّة الدّافئة في الشّتاء جذبت سكّان المناطق المُجاورة في العُصور القديمة إلى الّلجوء إلى وادي شعيب للهروب من برد الشّتاء والاستقرار هناك مع مواشيهم، كمااستفادوا من الكهوف المنتشرة في التّلال المٌحيطة بالوادي للإقامة ولتبييت مواشيهم.
نظرًا لكثرة الزّيارات والإقامات في الوادي والكهوف بين فصليّ الشّتاء والصّيف، قاموا بإطلاق أسماء عشائرهم على هذه الكهوف، مثل كهف سد الرّغمة، وعراق صوفيّة، وعراق أبو العويص، وعراق وادي سالم، وقد تمّ استخدام هذه الكهوف من قِبل زوّار الشّتاء القادمين من المناطق المجاورة، وعلى رأسهم سكان منطقتي عيرا ويرقا، كانوا يأتون إلى الوادي لجلب الماء في القِرَب الجلديّة والجرار، ويرويون به مواشيهم ويقيمون على أطراف السيل.

## مقام النبي شعيب
يُعد مقام النّبي شعيب من المواقع الأثرية البارزة في المملكة، إذ يشهد استقبالاً حاراً للزوّار القادمين من مختلف الدول العربيّة والإسلامية، وبخاصة من دول شرق آسيا، فقد أشار مؤذّن المسجد والقائم في المقام صالح الحنّاوي، إلى أهمية هذا الموقع وكثرة الزوّار الذين يتدفّقون إليه، وأكّد على أنّ المكان يستقطب عددًا كبيرًا من الحجاج والمعتمرين العابرين المملكة، ويتم تنظيم رحلات سياحية دينية إلى هذا المقام بواسطة الشركات السياحية؛ فهو واحدًا من أبرز الوجهات الدينية والسياحية التي يبحث عنها الزوار.

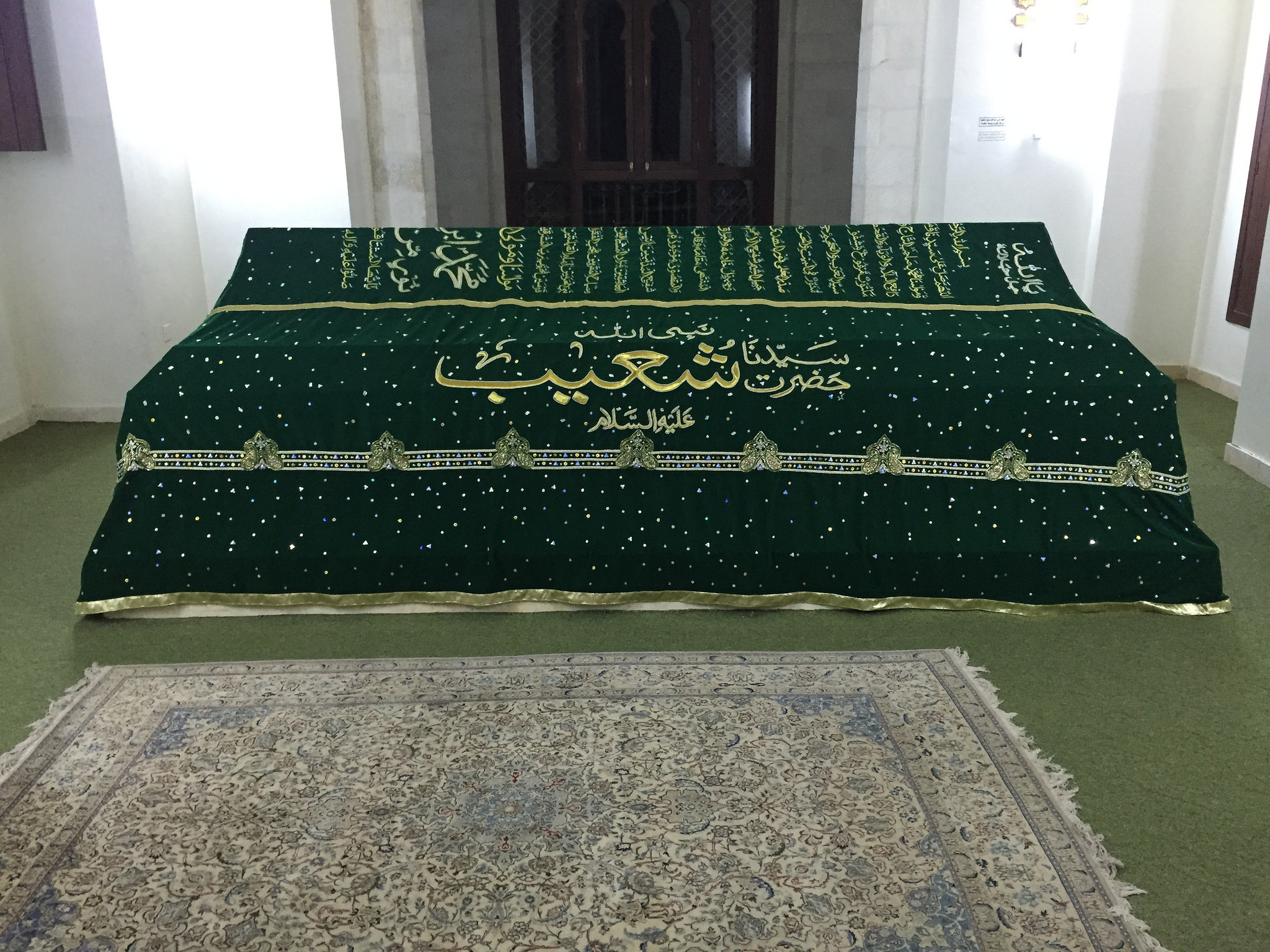
مقام النبي شعيب من الداخل

شرح الحناوي قصة المقام وأصله التاريخي، إذ يتوقّف المارّة عنده أثناء مرورهم على طريق الأغوار ووادي السلط، وأشار إلى أنّ هذا المقام تعود قصته إلى النبي شعيب الذي أرسله الله لدعوة قوم مدين وأصحاب الأيكة بعدما انتشر الفساد في أرضهم، وهذه القصة مذكورة في القرآن الكريم في عدة مواضع، كما يُعتقد أنه النبي الذي عمل معه موسى عليه السلام بعد خروجه من مصر، وتزوج من ابنته.
كان مقام النبي شعيب يُعرف في الأزمان السابقة باسم "الحُوطة" وكانت المنطقة مكان زيارة لقبائل متنوعة على مدار العام،إذ كانوا يأتون إلى هناك لأداء ذبائحهم؛ بغية البركة في حياتهم. كانت من بين عادات أصحاب المواشي أنهم يأخذون مواشيهم إلى هذا الموقع ويدورون بها حوله، معتقدين أنها ستحظى بالبركة وسيتزايد تكاثرها في تلك الفترة، معبأة بالوفرة.
استُخدم هذا الموقع أيضًا من قِبَل القبائل القديمة كمكان لتبرئة المتّهمين أو لإثبات الاتهام ضدهم، فقد كانوا يقتادون المتهمين إلى موقع الحوطة ويُطلبون منهم أداء القسم بأنهم بريئون من التهمة الموجهة إليهم. وإذا أدوا القسم كاذبين، اعتقدوا أنهم سيتعرضون للمصيبة عند عودتهم إلى منازلهم أو في الطريق إليها. وبالتالي، كان يُعتبر أداء القسم في هذا المكان أمرًا ذو أهمية كبيرة، وكان المتهم إذا كان مذنبًا حقًا يعترف بذنبه قبل وصوله إلى المقام، مفضلاً الحصول على عقوبته على أن تصيبه مصيبة إذا حلف كاذبًا.
بُني مبنى المقام استناداً إلى العمارة الإسلامية، تضم مرافقه غرفة خاصة تحتوي على قبر النبي شعيب عليه السلام، وتم تغطية القبر بغطاء مطرّز يحمل آيات من القرآن الكريم، كما يتيح المقام للزوار، سواء كانوا من النساء أو الرجال دخوله واستكشاف، كما يضمّ المصليات، وأماكن للوضوء في وسط الساحة الكبيرة في المقام، ومرافق صحية، وساحات خارجية لاصطفاف سيارات الزوار .

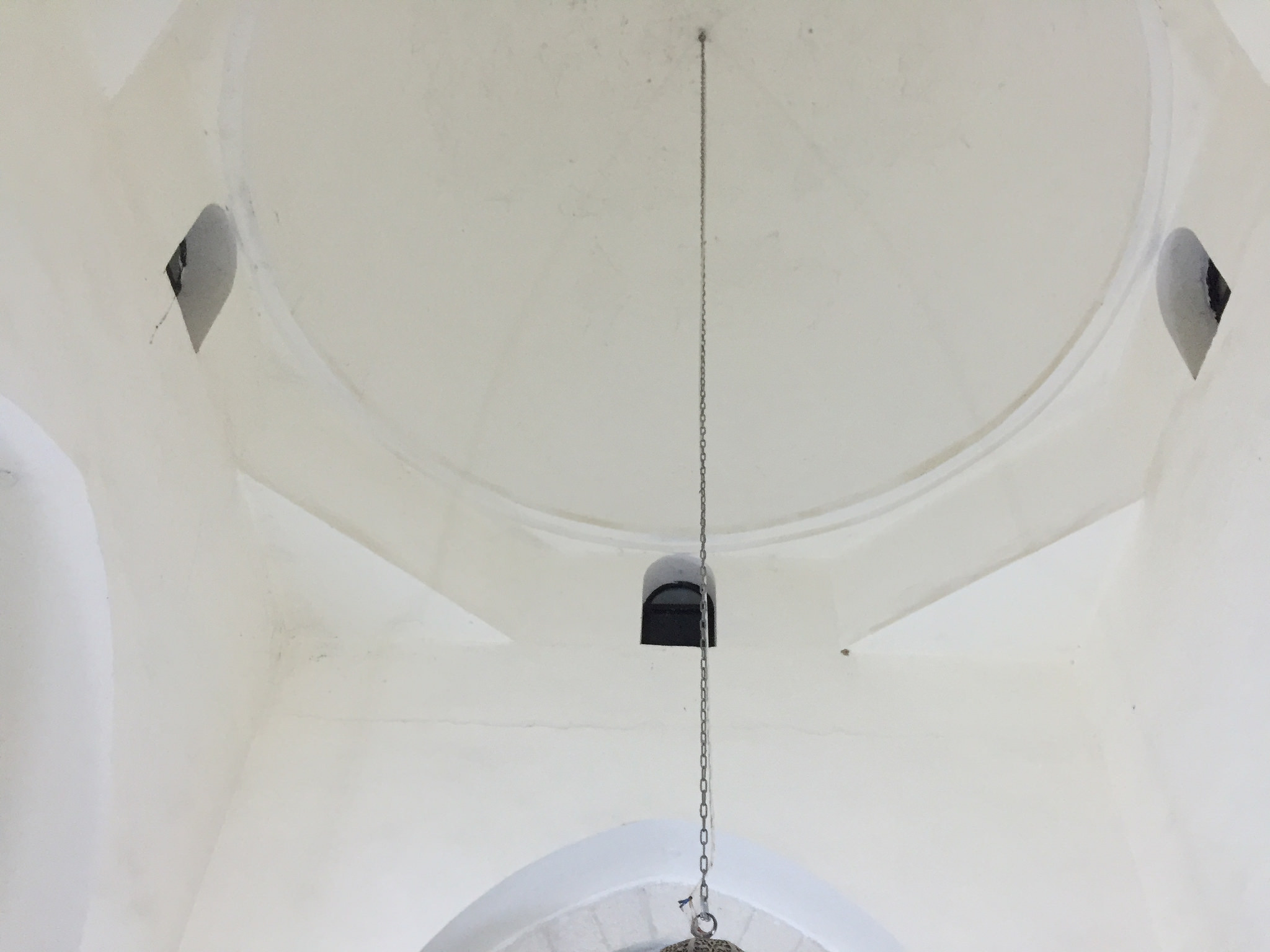
القبة التي تعلو المقام من الداخل

## المقابر الرومانية في وادي شعيب
توجد المقبرة الرّومانيّة بعد ثلاثة كيلومتر إلى جنوبيّ مدينة السّلط، تعود أصول المقابر الرومانيّة في وادي شعيب إلى القرون الثّالثة والرّابعة الميلاديّة، إذ تمّ اكتشاف ثلاثة توابيت من الحجر داخلها عليها زخارف هندسيّة، بالإضافة إلى وجود معصرة رومانيّة تقع بالقرب منها.

## طواحين وادي شعيب
ذكر الدّكتور محمد سالم الطّراونة في كتابه "تاريخ البلقاء ومعان والكرك" أنّه خلال الفترة المُمتدة من عام 1864م حتى عام 1918م، كانت هناك تسعُ طواحينٍ في منطقة وادي شعيب، وهذه الطّواحين كانت تُعرفّ بأسماء مثل "طاحونة أم رمانة، وطاحونة البقورية، وطاحونة الثوم، وطاحونة الجادور، وطاحونة الزقيلية، وطاحونة الصالحيّة البرانية، وطاحونة الصالحيّة الجوانية، وطاحونة العلوية، وطاحونة الغازية الجوانية.
كانت المناطق المجاورة لوادي شعيب تعتمد بشكل كبير على زراعة القمح والأعلاف، وكان هذا الإنتاج يتطلب طحن الحبوب واستخدامها في أشكال مختلفة. ولهذا الغرض، تمّ تشييد الطواحين على ضفاف السيل، حيث كان من الضروري أن يتدفّق الماء على نوارة الطاحونة لتشغيل العجلة الحجرية الكبيرة والتي بدورها تدير حجرًا آخر لطحن الحبوب، وكان القمح يتم وضعه بين هذين الحجرين ليتمّ طحنه.

## الجسر الخشبي
الجسر الخشبي الذي يمتد فوق السيل، قام ببناؤه الجيش العراقي في ستينيّات القرن الماضي، وكان الجيش العراقي حاضرًا في تلك المنطقة تمثيلاً لوحدة الجيوش العربية في الدفاع عن فلسطين، وأطلق الناس على هذا الجسر اسم "جسر العراقيّة"، وما زال هذا الجسر قائمًا حتى اليوم، إذ يمر الزوّار فوقه ويستخدمونه للعبور فوق السيل بسهول.

## ضيعة أبو سفيان التاريخية
تمكّن الدكتور محمد وهيب، الأستاذ المتخصص في علم الآثار والتراث بالجامعة الهاشمية، في تحديد موقع ضيعة أبو سفيان التاريخية في منطقة وادي شعيب بمحافظة البلقاء، واستند إلى إلى منهج علمي موثوق، استُخدم لتحديد موقع الضيعة وتأكيده، واعتمد على ثلاثة أمور لا يمكن أبدًا شك في مصداقيتها، واستغرق هذا الجهد عدة سنوات، وهذه الأمور تمثلت فيما يلي:
- استند المنهج إلى الوثائق التاريخية، حيث تم استجلاء مجموعة من الوثائق التاريخية الموثوقة.
- اعتمد على الاكتشافات الأثرية التي تم العثور عليها خلال أعمال المسح الميداني في المنطقة.
- تمّت دراسة أقوال الرحالة والمؤرخين القدامى؛ فقد ذكر ياقوت الحموي في كتابه "معجم البلدان" في الجزء الأول، الصفحة 472، حيث قال: "بقنس بثلاث كسرات والنون مشددة: من قرى البلقاء من أرض الشام ثم صارت لولده من بعده". هذا يشير إلى استمرارية وجود الضيعة وتوارثها عبر الأجيال بناءً على أهميتها.

كما ورد في كتاب البلاذري "فتوح البلدان"، في الصفحة 135، ونقلاً عن هشام بن عمار، قيل إنه كانت هناك ضيعة تعود إلى أيام أبي سفيان بن حرب في الجاهلية في منطقة البلقاء وكان يُطلق عليها اسم "كبش". وبعد ذلك، أصبحت ملكاً لمعاوية وابنه، ومن ثم تم استلامها في بداية الدولة العباسية وأصبحت ملكاً لأحد أبناء أمير المؤمنين المهدي. بعد ذلك، أصبحت ملكًا لأهل الكوفة الذين يُعرفون باسم "بني نعيم"، وهكذا توالت تغييرات الملكية على هذه الضيعة دون تغيير مكانها.
بدأت الاكتشافات الأثرية التي أدت إلى تحديد موقع الضيعة منذ عام 2000 م، عندما اكتشف مغطس السّيد المسيح، وبدأت أعمال المسح الأثري في منطقة وادي شعيب في الفترة من 2001م إلى 2002م، ممّا أسفر عن كشف النّقاب عن العديد من المواقع الأثرية، وتمّ متابعة هذه الأعمال من خلال زيارات ميدانيّة متفرّقة خلال الفترة من 2009م إلى 2010م، بهدف التحقّق من الحقائق التي تمّ التّوصل إليها.
بالإضافة إلى ذلك، تم الكشف عن خربة ريما التي تمتد إلى العصور الحديدية والبرونزية. ولا يقتصر الأمر على ذلك فقط، بل تم أيضًا العثور على تل مقام النبي شعيب وخربة مدين بالقرب منه، وتشير الدلائل الأولية إلى أن قرية مدين شعيب تقع في هذه المنطقة، وهذا يعتبر قيمة تاريخية كبيرة ومهمة جدًا، خصوصًا فيما يتعلق بالسياحة الدينية في العالم العربي والإسلامي، إذا تم تأكيده. ويجري حاليًا استمرار الدراسات الميدانية بهذا الصدد.
تقع قرية أثرية أخرى في المنطقة، وتشير الدلائل السطحية إلى أنها تعود إلى فترة قريبة من زمن النبي شعيب عليه السلام، وتحديدًا نهاية العصر البرونزي الأخير وبداية العصر الحديدي، أي ما يقرب من 3000 سنة قبل الميلاد وحتى 900 سنة قبل الميلاد. تظهر بقايا البرج والسور والمباني السكنية بالإضافة إلى المنشآت المائية على شريط جبلي يمتد لمسافة تزيد عن 200 متر، وتُقدّر مساحة هذه القرية بحوالي عشرين دونمًا، وتمتد أجزاؤها داخل مشتل وادي شعيب.